# 卡洛里盆地
卡洛里盆地（英語：或），或譯為卡路里盆地、卡洛里平原，是水星上的一個巨大撞擊坑，直徑約1550公里；是太陽系中最大的撞擊坑之一。“Caloris”是拉丁語，意思是“熱”；名字由來是因為水星在近日點附近時，太陽會直接照射在卡洛里盆地上方。這個撞擊坑在1974年被發現；周圍環繞著約2公里高的環形山。

## 外觀

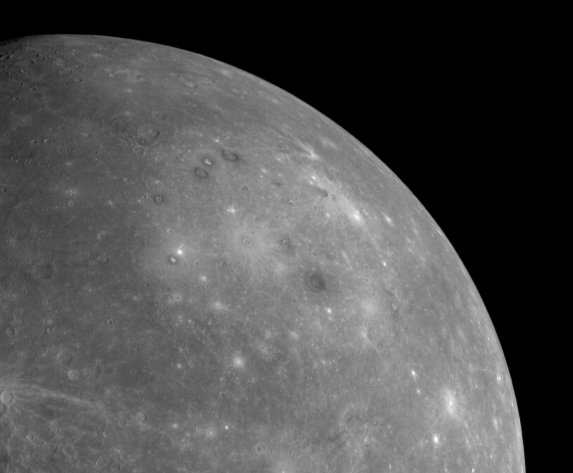
信使號拍攝的第一幅地球上無法觀測到的水星另一半球，在約27000公里遠處拍攝，並特別強調卡洛里盆地。當太陽直射卡洛里盆地時使外圍的環幾乎沒有影子而難以辨認。

卡洛里盆地是在1974年被水手10號發現。它的位置是在水星的晨昏圈上，因此當水手10號飛越時該盆地有一半的區域無法拍攝影像。後來在2008年1月15日，信使號首次拍攝了完整的卡洛里盆地影像。

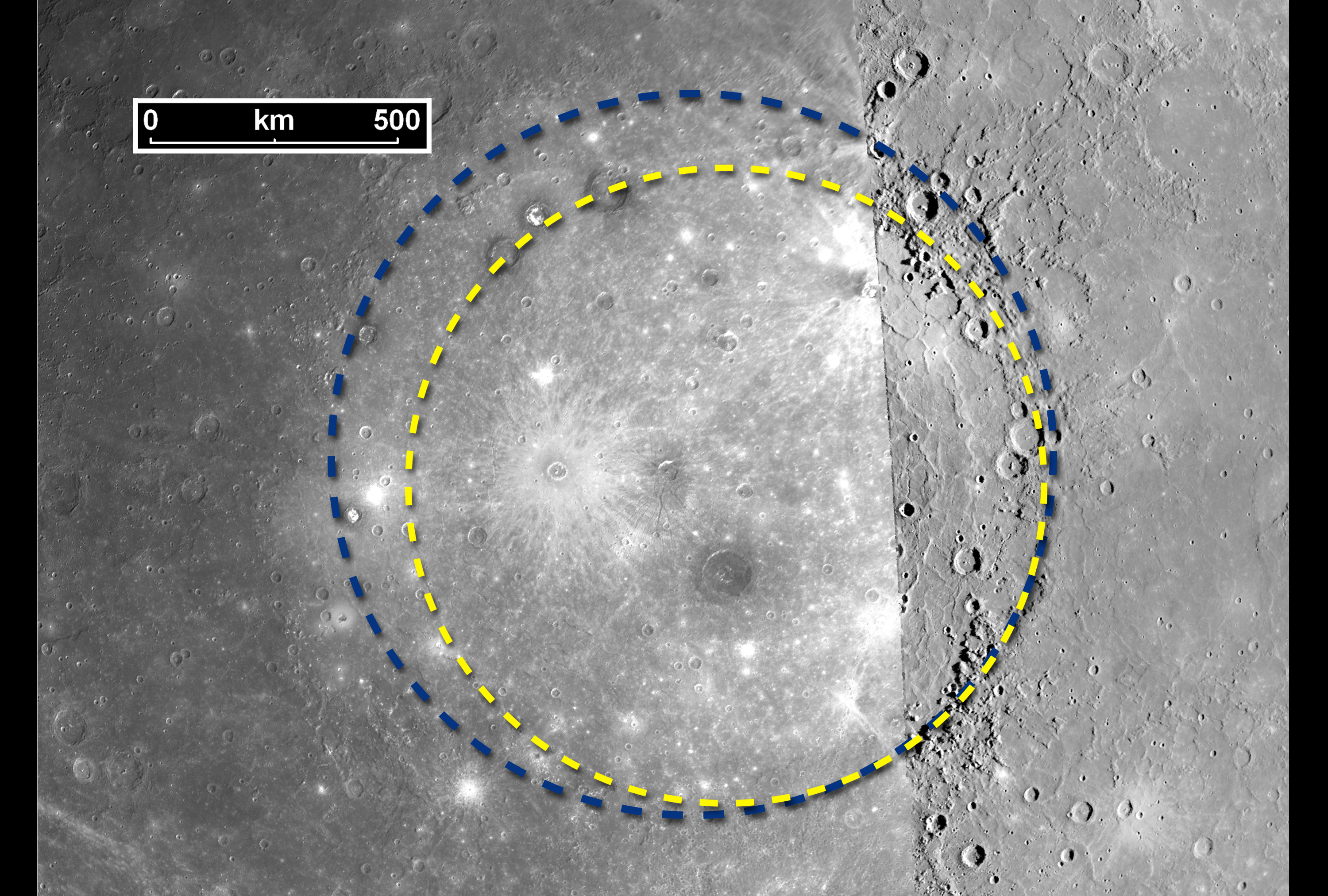
原始的卡洛里盆地推測大小（黃色圈）和從信使號拍攝的新影像中推測的卡洛里盆地大小（藍色圈）比較。

卡洛里盆地原本的推測直徑是1300公里，近年信使號拍攝新影像以後推測直徑改成1550公里。坑邊的環形山高度約2公里。環形山內盆地底部是熔岩平原，類似月海。環形山外的撞擊噴發物質延伸約1000公里，並產生了環繞盆地的同心圓環構造
。

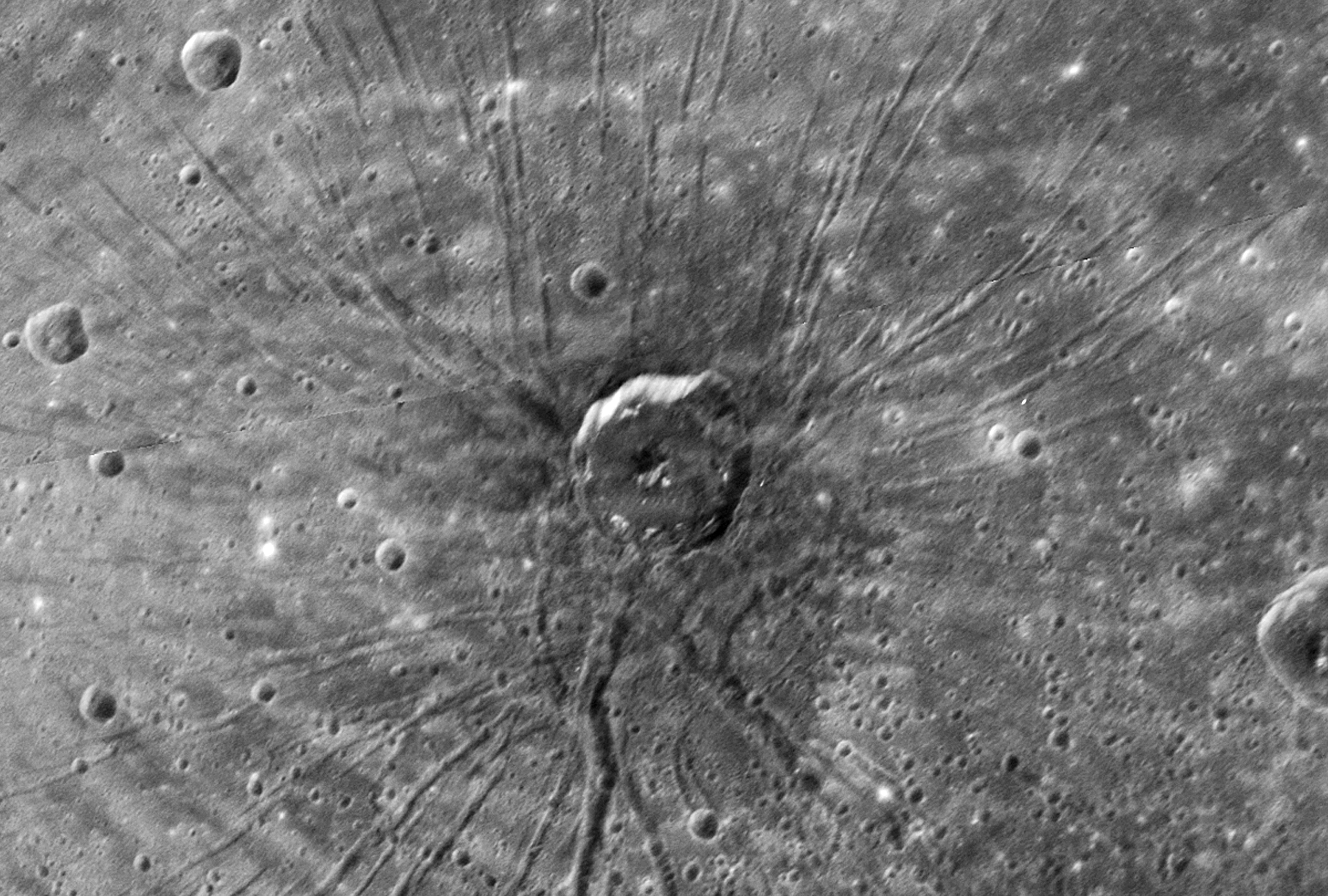
卡洛里盆地內的潘提翁槽溝（Pantheon Fossae）

卡洛里盆地的中心是一個有許多輻射狀槽溝的區域，有張性斷層（extensional fault）的特徵。該區域內有一個位於該區域中心附近，直徑40公里的阿波羅多洛斯撞擊坑。這種形式的槽溝地形的形成原因尚未明確了解。這個區域被叫做潘提翁槽溝（Pantheon Fossae）。

## 形成
內太陽系的天體在太陽系形成的第一個十億年都經歷過大型岩石天體大量撞擊。造成卡洛里盆地的撞擊必須在重轟炸期結束之後，因為和卡洛里盆地以外面積相當的區域相比較，卡洛里盆地底部的撞擊坑明顯較少。月球上的類似撞擊盆地，例如雨海和東方海，一般相信與卡洛里盆地同時期形成；這指出了在早期太陽系的重轟炸期即將結束時有一個「尖峰」。根據信使號拍攝的影像判定卡洛里盆地在38至39億年前形成。

## 對蹠點的混沌地形和全球影響

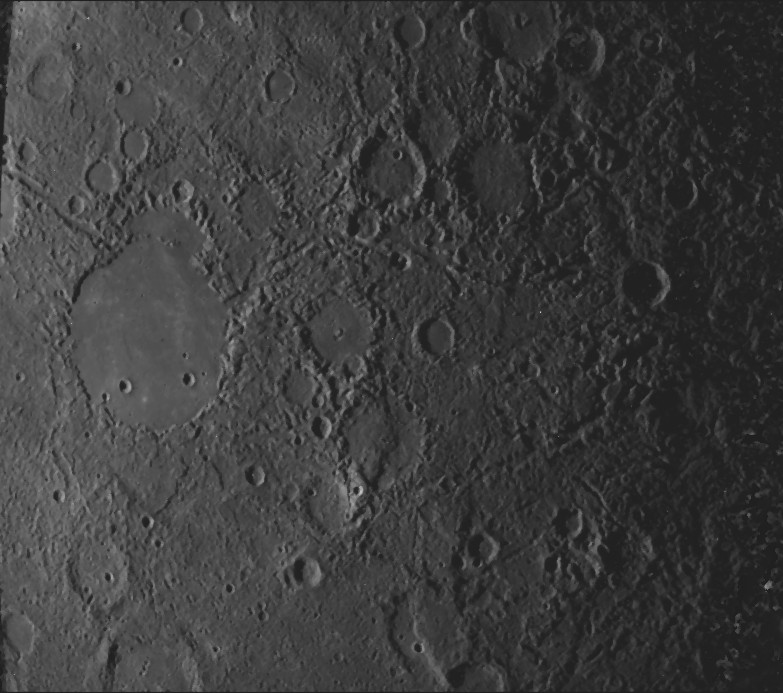
卡洛里盆地的對蹠點區域上的丘陵和線狀地形

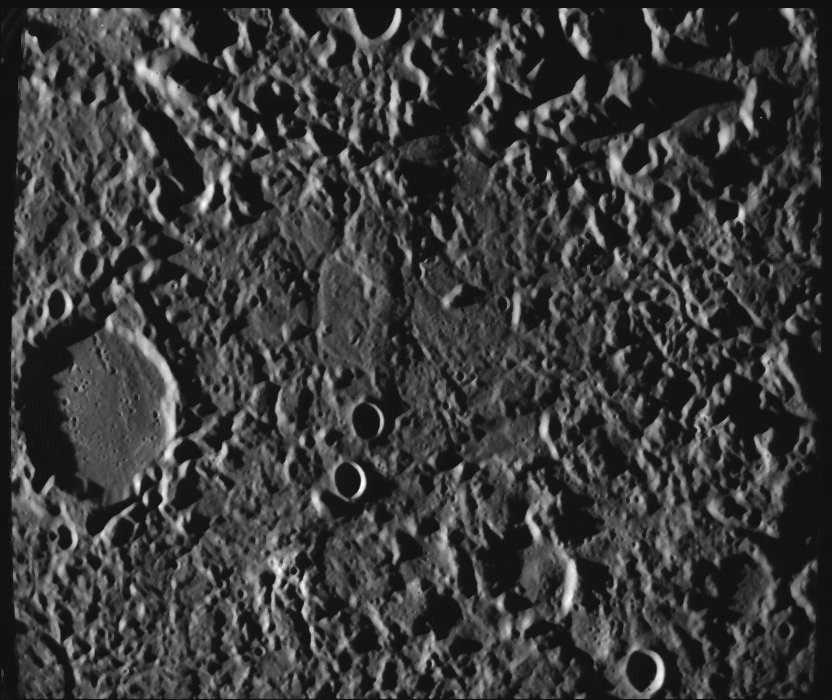
混沌地形的近照

造成卡洛里盆地的巨大撞擊可能對整個水星造成影響。在水星卡洛里盆地的對蹠點出現了大範圍的丘陵、凹槽地形，並有少量的撞擊坑；該區域被稱為「混沌地形」（Chaotic Terrain），又稱為「古怪地形」（Weird Terrain）。一般認為這是因為撞擊產生的震波在撞擊點的對蹠點幅合的結果。這個假說也提出震波會使水星上發生火山活動，造成平坦的熔岩平原。卡洛里盆地周圍是一系列的地層，被認為是撞擊時的噴發物造成的，統稱為卡洛里群（Caloris Group）。

## 氣體釋放
水星有非常稀薄且不穩定的大氣層，其中有少量從太陽風捕獲的氫和氦，以及少量重元素，例如鈉和鉀。一般認為有部分氣體是從水星外殼以下釋放出來的。卡洛里盆地已經確定是明顯的鈉和鉀的來源；這表示撞擊事件造成的表面裂縫使外殼以下的氣體逸出。水星上的古怪地形（Weird Terrain）也是一個氣體來源。